# أدريان لودوغ ريتشر
أدريان لودوغ ريتشر (بالألمانية: Ludwig Richter)‏ هو رسام ونحات ألماني (1803-1884) ولد في دريسدن وتلقى تدريباته من أبيه.

## روابط خارجية
- أدريان لودوغ ريتشر على موقع الموسوعة البريطانية (الإنجليزية)
- أدريان لودوغ ريتشر على موقع ديسكوغز (الإنجليزية)